# Georg Mezger
Georg Caspar Mezger, auch Georg Kaspar Mezger (* 23. Januar 1801 in Wassertrüdingen; † 19. April 1874 in Augsburg), war ein deutscher Pädagoge und Bibliothekar.

## Leben
Mezger war der Sohn eines Handwerkers und folgte zunächst seinem Vater im Beruf. Aufgrund seiner guten Schrift wurde er vom örtlichen Rentamtmann als Schreiber eingesetzt. Er brachte sich in dieser Zeit autodidaktisch den Gymnasialstoff bei, insbesondere erlernte er Griechisch und Latein. 1819 konnte er daher in die oberen Klassen des Gymnasiums bei St. Anna in Augsburg eintreten. Von 1820 bis 1823 studierte er Theologie und klassische Philologie an der Universität Erlangen. Dort stand er insbesondere unter dem Einfluss von Ludwig Döderlein. Er kehrte nach Augsburg zurück, wurde dort Vikar und Hofmeister bei Carl Ludwig Forster. 1824 betrieb er weitere philologische Studien in München.
Mezger wurde 1824 Hilfslehrer am Gymnasium bei St. Anna und stieg 1827 zu Gymnasialprofessor auf. Ab 1840 hatte er das Amt des Rektors des Gymnasiums inne und zugleich den Vorstand des Anna-Kollegs, einer angeschlossenen Erziehungsanstalt. In den Jahren 1840, 1853 und 1857 war er Abgeordneter bei der Generalsynode sowie 1854 Mitglied der Kommission, die den bayerischen Schulplan ausarbeitete. Zudem war er von 1854 bis 1865 Mitglied der Prüfungskommission für das Gymnasiallehramt und außerdem von 1854 bis 1856 Mitglied der theologischen Prüfungskommission. Auch hatte er das Amt des Kreisscholarchen inne.
Mezger war daneben von 1835 bis 1872 Bibliothekar der Kreis- und Stadtbibliothek Augsburg. Er konnte in seiner Amtszeit die Bibliothek um mehr etwa 100.000 Bände erweitern. Diese konnte er insbesondere aus den säkularisierten Klöstern gewinnen. In seine Zeit fällt auch die Katalogisierung der Bände.
Mezger erlitt 1872 einen Schlaganfall und musste sich in der Folge von allen Ämtern zurückziehen.
Mezger wurde am 25. August 1843 mit der Ehrendoktorwürde der Philosophischen Fakultät der Universität Erlangen (Dr. phil. h. c.) ausgezeichnet. Außerdem wurde ihm 1849 das Ritterkreuz I. Klasse des Verdienstordens vom Heiligen Michael verliehen. 1864 erhielt er zudem den Titel königlicher Schulrat.

## Werke (Auswahl)
- Geschichte des im Jahre 1530 zu Augsburg gehaltenen Reichstages und der Augsburgischen Confession, Rollwagen, Augsburg 1830.
- Augsburgs älteste Druckdenkmale und Formschneidearbeiten, Himmer, Augsburg 1840.
- Geschichte der Vereinigten Königlichen Kreis- und Stadt-Bibliothek in Augsburg, Rieger, Augsburg 1842.
- Die Entdeckung von Überresten einer römischen Villa mit einem besondere Badhause in dem Walde Grundholz bei Mauren, Augsburg 1847.
- Expositio epistolae Horatii ad Pisones, Augsburg 1855.
- Memoria Hieronymi Wolfii, Rieger, Augsburg 1862.